# John Singleton
John Singleton   (Los Angeles, 6 de gener de 1968 - Los Angeles, 28 d'abril de 2019) fou un director de cinema, productor i guionista nord-americà.
Fill de pares separats, cursà estudis al Programa d'Escriptura Cinematogràfica a la Universitat de Califòrnia del Sud i guanyà tres premis universitaris, entre els quals destaquen el Premi John Nicholson (1989) i el Premi Robert Riskin (1990).
Poc després fou contractat per Columbia Pictures per portar al cinema Els nois del barri. Singleton fou escollit per a realitzar el seu propi projecte i això el portà a ser nominat als Oscar en les categories de millor director i millor guió original. A més, Singleton fou el primer director afroamericà i el cineasta més jove de la història en ésser nominat.
Té una estrella al Passeig de la Fama de Hollywood situada al 6915 de Hollywood Boulevard.
El 17 d'abril de 2019 va patir un vessament cerebral. El 25 d'abril es va informar que estava en coma, però la seva filla va declarar el contrari. El 29 d'abril va morir a l' hospital Cedars-Sinai.

## Filmografia

### Filmografia com a director
- Els nois del barri (1991)
- Justícia poètica (Poetic Justice) (1993)
- Higher Learning (1995)
- Rosewood (1997)
- Shaft: El retorn (Shaft) (2000)
- Baby Boy (2001)
- 2 Fast 2 Furious (2003)
- Four Brothers (2005)

### Filmografia com a productor
- Justícia poètica (1993)
- Higher Learning (1995)
- Shaft (2000)
- Baby Boy (2001)
- Hustle & Flow (2005), de Craig Brewer
- Black Snake Moan (2006), de Craig Brewer

### Filmografia com a guionista
- Els nois del barri (1991)
- Justícia poètica (1993)
- Higher Learning (1995)
- Baby Boy (2001)